# 柏原市立図書館

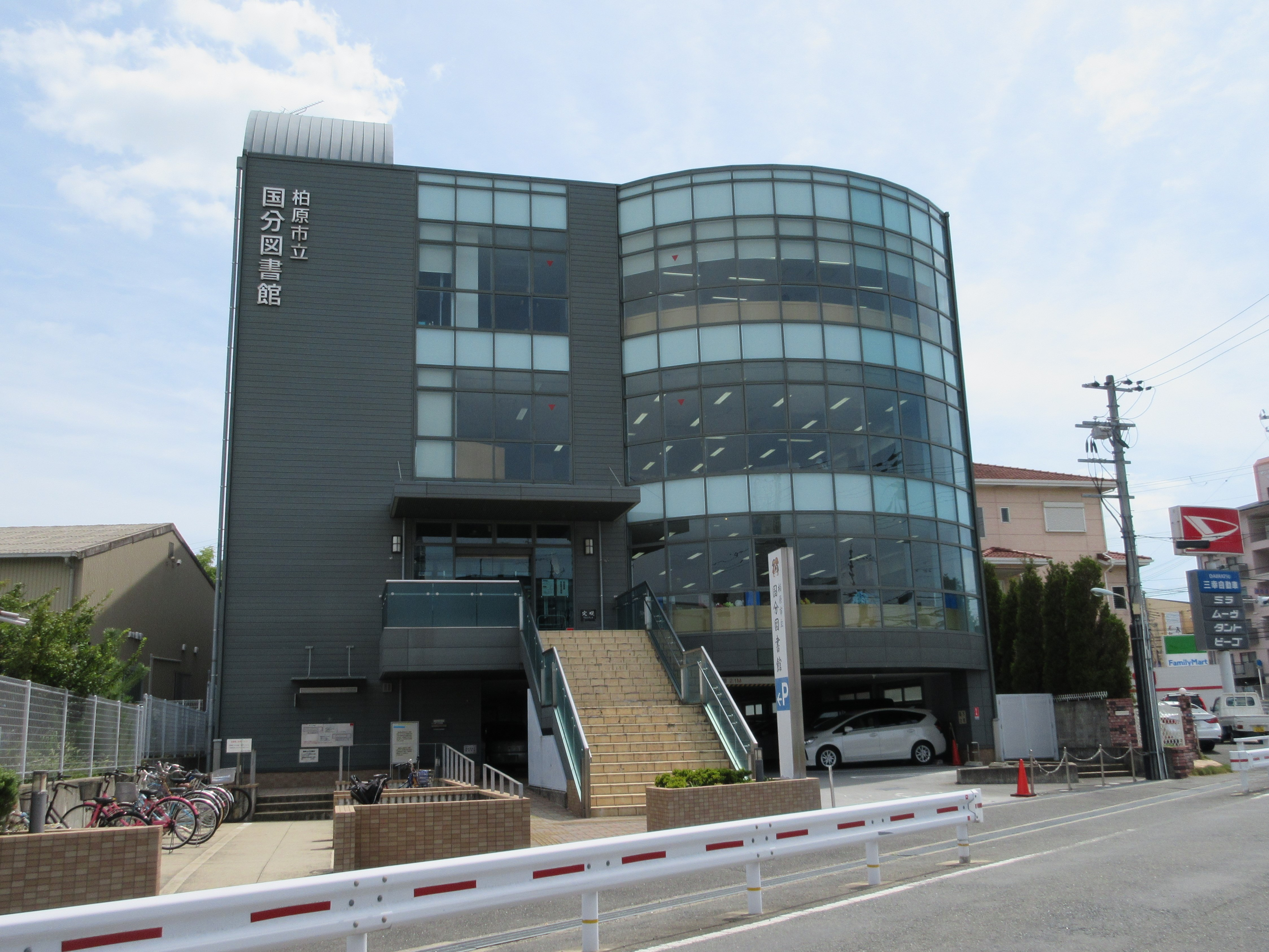
柏原市立国分図書館

柏原市立図書館（かしわらしりつとしょかん）は、大阪府柏原市にある公共図書館である。
柏原市立図書館には、柏原図書館と国分図書館がある。

## 所在地
柏原図書館
〒582-0007　大阪府柏原市上市4-1-27
最寄り駅は近鉄大阪線堅下駅またはJR大和路線柏原駅
国分図書館
〒582-0024　大阪府柏原市田辺1-3-7
最寄り駅は近鉄大阪線河内国分駅

## 利用案内
- 休館日：毎月の最終木曜日（図書整理日）、年末年始（12月29日〜1月3日）、図書特別整理期間（10日間）
  - 柏原図書館は月曜日、国分図書館は火曜日も休館（祝日及び国民の休日の場合は翌日も休館）
- 開館時間：10:00〜18:00（日・祝は9:30〜17:00）

## ぬいぐるみお泊まり会
国分図書館では、2013年から毎年秋にぬいぐるみお泊まり会を開催しており、恒例化している。参加者にはリピーターも少なくなく、毎回募集定員を上回る希望者が集まる。2016年9月24日から25日にかけて行われたお泊まり会には2 - 10歳の子供が集まり、32体のぬいぐるみが図書館に一泊した。
お泊まり会では、子供たちがぬいぐるみと一緒におはなし会（絵本の朗読）に参加し、ぬいぐるみを布団に寝かしつけて、子供は帰宅する。図書館員は、ぬいぐるみが布団から抜け出して夜の図書館で遊んだり読書したりする様子を写真に収め、随時TwitterやGoogle フォトに掲載する。子供たちは自宅で家族とアップロードされた写真を見て、ぬいぐるみの図書館での一夜を想像する。翌日、子供たちは再び図書館を訪れて、ぬいぐるみと再会し、ぬいぐるみが選んでくれた本を借りて帰る。